# Jinchuan, Jinchang
Jinchuan är ett stadsdistrikt och säte för stadsfullmäktige i Jinchang, en stad på prefekturnivå i provinsen Gansu i nordvästra Kina. Det ligger omkring 330 kilometer nordväst om provinshuvudstaden Lanzhou.
Jinchuan är indelat i sex stadsdelsdistrikt och två köpingar.
Stadsdelsdistrikt (jiedao):

- Beijinglu (北京路街道)
- Binhelu (滨河路街道)
- Guangzhoulu (广州路街道)
- Guilinlu (桂林路街道)
- Jinchuanlu (金川路街道)
- Xinhualu (新华路街道)

Köpingar (zhen):

- Ningyuanbao (宁远堡镇)
- Shuangwan (双湾镇)